# Rumphi (district)
Rumphi is een district in het noorden van Malawi. De hoofdstad van het district is Rumphi. Het district heeft een inwoneraantal van 128.360 en een oppervlakte van 4769 km².